# Telefono amico
Con l'espressione telefono amico si indica solitamente un servizio di volontariato di ascolto telefonico dedicato a persone in crisi o in stato di particolare disagio emozionale.

## La storia e le origini
Il primo centro di ascolto telefonico appare a New York nel 1906 con il nome di Save a Life. L'iniziativa, voluta da alcuni volontari, ha l'obiettivo di arginare un fenomeno sociale allarmante diffusosi nella metropoli americana in quei tempi, a causa dei veloci processi d'industrializzazione: il suicidio, quale atto estremo per mettere fine alle proprie sofferenze.
Oltre a Save a Life, ben presto si diffondono in America tanti nuovi centri come Friends, We care e Life Samaritan Service.
Con la seconda guerra mondiale, il disagio sociale e il degrado urbano colpiscono anche le metropoli europee. Per iniziativa di un pastore protestante ungherese, Chad Varah, a Londra nel 1953 viene aperto uno specifico centro di ascolto telefonico per la prevenzione al suicidio: Life Samaritans Service. Il centro diventa ben presto un importante punto di riferimento per le persone in crisi e le migliaia di telefonate ricevute rivelano che i beneficiari del servizio non sono solo persone con intenzioni suicide ma anche persone spinte a telefonare dall'esigenza e dal bisogno vitale di poter parlare e condividere la propria solitudine: nasce così l'idea di un telefono "amico". Animati da un'unica missione – dare ascolto al disagio –  nuovi centri di soccorso telefonico proliferano in tutta Europa: Paesi Bassi, Francia, Svizzera, Germania, Svezia, Danimarca, Austria, Finlandia e – nella metà degli anni settanta – anche in Italia.

## Il Telefono Amico in Italia
In Italia i primi centri di soccorso telefonico nascono autonomamente e vengono gestiti da gruppi spontanei, composti interamente da volontari, con il nome di Telefono Amico o Voce Amica. Nel 1956 furono gettate le basi per la nascita di Voce Amica a Roma, successivamente riconosciuta giuridicamente  nel 1963. Nel 1964 nasce a Milano il Telefono Amico Mondo X di padre Eligio e, nello stesso anno, iniziano l'attività anche il centro di Genova (Voce Amica) e quello di Torino (Telefono Amico). Nel 1971 nascono a Cagliari e Varese altri due centri di Telefono Amico, mentre nel 1972 inizia la sua attività il Telefono Amico di Palermo e Telefono Amico  Bologna.
Nel 1967 iniziano i primi contatti tra i centri esistenti, che porteranno alla costituzione della Associazione Nazionale Telefono Amico Italia, la cui aspirazione era riunire i Centri che operavano rispettando finalità, principi e metodi dettati dalle Norme Internazionali di I.F.O.T.E.S. (International Federation of Telephone Emergency Service) e dalla Carta Nazionale dei Telefoni Amici Italiani, definitivamente approvata nel 1973 dai centri fondatori di Telefono Amico Italia. Nel corso degli anni molti centri di ascolto hanno iniziato la propria attività, alcuni l'hanno cessata, molti hanno aderito alla Associazione Nazionale, altri ne sono usciti ed altri ancora non sono mai stati interessati a farne parte.
Oggi esistono in Italia circa 50 centri che si rifanno alla denominazione Telefono Amico/Voce Amica, quasi tutti sorti spontaneamente e indipendentemente gli uni dagli altri: 
- 20 di essi aderiscono all'associazione Telefono Amico Italia odv, che ha iniziato un servizio raggiungibile da tutto il territorio nazionale dalle ore 10 alle ore 24 al numero 02-23272327;
- 13 centri di ascolto partecipano ad un coordinamento denominato Telefono Amico CEVITA odv, costituito per fornire all'utenza un servizio raggiungibile da tutto il territorio nazionale 24 ore su 24 al numero 02-99777.

Soltanto i centri aderenti a Telefono Amico Italia e a Telefono Amico CeViTA, unitamente a qualche altro centro locale, si ispirano alla Carta Nazionale, offrendo un servizio gratuito, apolitico, aconfessionale ed anonimo. Per permettere la piena libertà di espressione, la comunicazione non è direttiva. In questo modo l'ascolto di un volontario può diventare un vero e proprio antidoto per il senso di solitudine profonda spesso causato dalla superficialità dei rapporti quotidiani, motivo di piccole e grandi crisi che si generano durante il corso della vita.
Il telefono si trasforma così in un mezzo utile per ristabilire un contatto con sé stessi e con il mondo attraverso una voce amica. Chi chiama può soddisfare il proprio desiderio urgente di essere ascoltato e di esprimere i propri stati emotivi senza la preoccupazione di essere di peso agli amici o ai familiari e senza la paura delle conseguenze delle proprie confidenze. La relazione telefonica che si sviluppa è così libera da pregiudizi e tende a rendere la persona in grado di risolvere o perlomeno di gestire il proprio problema, restituendole fiducia in sé stessa e negli altri.
I volontari di Telefono Amico sono disponibili ad ascoltare in qualunque situazione, dalla più semplice alla più problematica. Qualunque persona, che sia anziana, giovane, uomo, donna, in difficoltà o semplicemente desiderosa di un po' di compagnia, viene accolta e seguita con l'empatia e la discrezione che da sempre caratterizzano questi centri di Ascolto.

## Realtà differenti di Telefono Amico
Esistono altre associazioni che forniscono un servizio di soccorso telefonico spesso dedicato a problematiche specifiche, interventi di tipo pratico o di sostegno che utilizzano la terminologia "telefono amico" senza peraltro condividere finalità, principi e metodi del servizio originale, dichiarati nelle Norme Internazionali e nella Carta Nazionale del 1973.